# 러시아 제국의 크림반도 합병

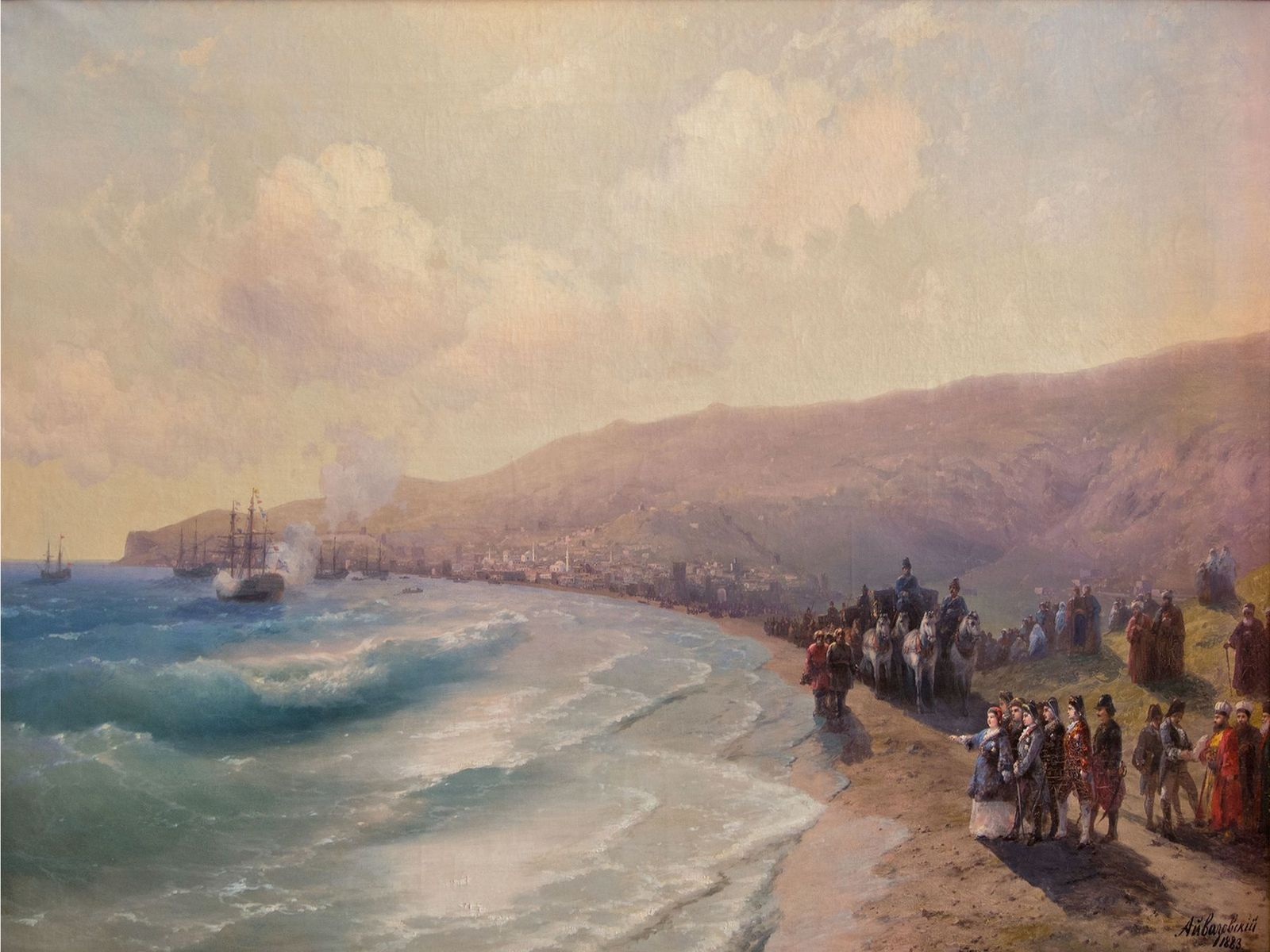
이반 아이반좁스키의 작품 : 예카테리나 2세의 페오도시아 도착

크림반도는 러시아 제국의 지배를 받기 이전에 크림 칸국에 의해 통치되고 있었으며, 러시아 제국에 1783년 4월 19일에 병합되었다. 이 병합은 크림반도에 대한 171년간의 러시아 통치라는 결과를 만들었으며, 이는 크림반도가 1954년 우크라이나 소비에트 사회주의 공화국에 넘어가기 전까지 이어졌다. 그러나 2014년 크림 위기로 인해, 다시 실질적 주권은 러시아에게 넘어간 상태이다.

## 발단

### 독립 크림국 (1774–76)
1768년부터 1774년까지 일어난 러시아-투르크 전쟁에서 오스만 제국이 러시아 제국에 패하기 전, 칸의 영토는 크림 타타르족에 의해 인구가 증가했으며, 크림반도는 오스만 제국의 영토였다. 전쟁의 결과였던 큐츠크 카이날지 협상에서 오스만 제국은 칸의 영토의 주권을 러시아 제국에 넘겨줄 것을 강요받았고, 협상이 오락가락한 끝에 크림 칸국은 러시아 제국의 영향 아래 제한적인 독립국을 유지하게 된다.

## 합병 (1783)
1783년 3월, 그리고리 포툠킨 왕자는 크림반도를 방문한 직후에 러시아 제국의 황제인 예카테리나 2세에게 크림반도 합병에 대한 선언을 종용했으며, 그는 크림반도의 주민들이 러시아를 기쁘게 따를 것이라고 말했다. 결국, 예카테리나 2세는 1783년 4월 19일에 크림 독립국에 대한 합병을 선언한다.